# Schlackengranulation

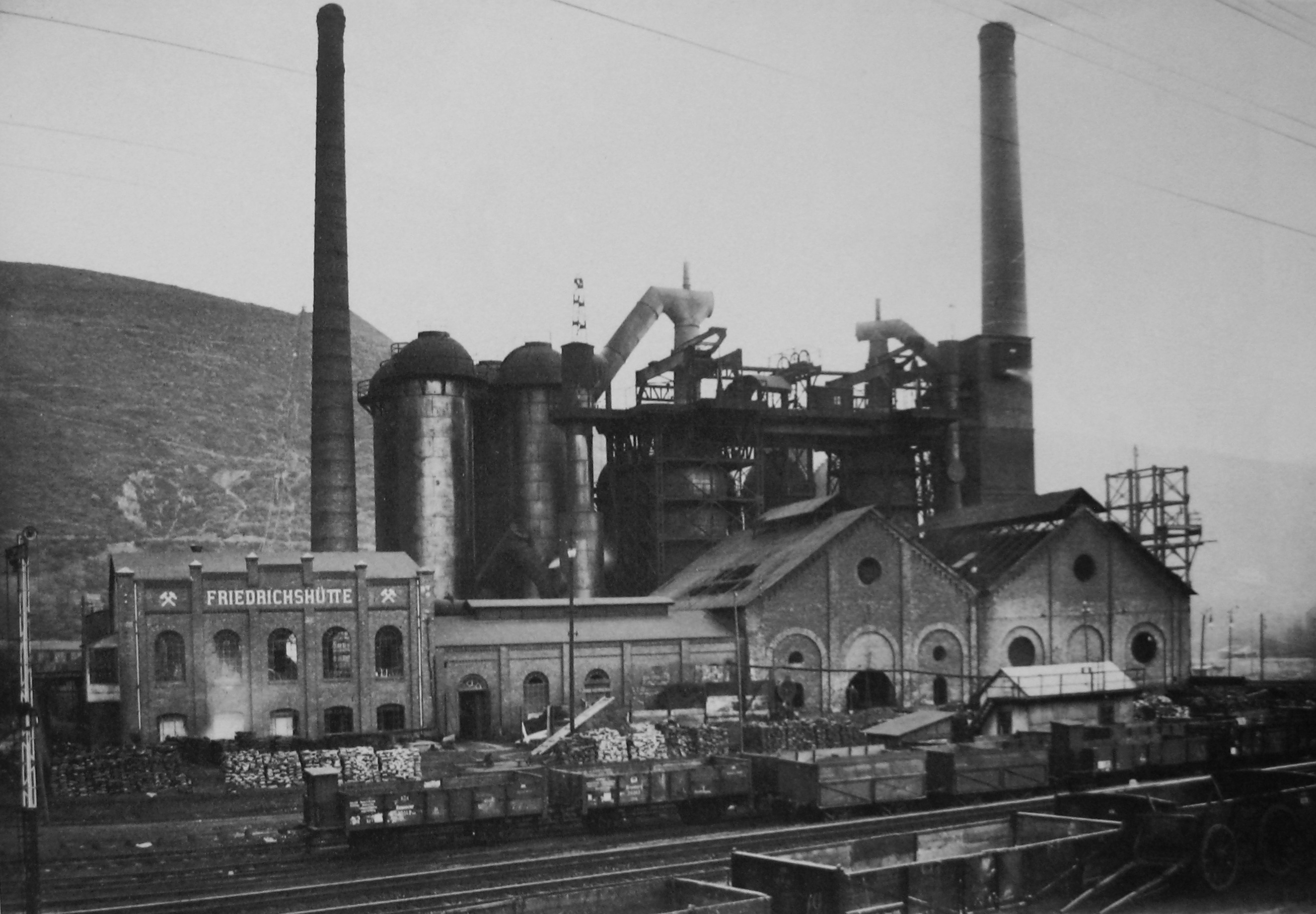
Die Friedrichshütte in Herdorf

Unter Schlackengranulation versteht man die Aufarbeitung der beim Schmelzprozess von Roheisen anfallenden Hochofenschlacke.
Die Schlackengranulation wurde 1892 auf der Friedrichshütte in Herdorf im Landkreis Altenkirchen in Rheinland-Pfalz durch den damaligen technischen Leiter Ferdinand Schneider eingeführt.
Die im Hochofen über dem flüssigen Roheisen schwimmende Schlacke wurde durch eine Rinne nach draußen geführt und zerfiel in einem Wasserbad zu Sand. Den bei diesem Prozess entstehenden Sand, auch Hüttensand genannt, deponierte man anfänglich auf einer Halde. In der heutigen Zeit wird dieser Sand als Zuschlagstoff bei der Zementherstellung eingesetzt. Das Prozesswasser nimmt bei diesem Vorgang aus der Schlacke Schwefel und andere Mineralien auf und hat damit eine ähnlich heilende Wirkung wie das Wasser bekannter Heilbäder. Badeanlagen, die mit diesem Wasser betrieben werden, bezeichnet man als Schlackenbad. Nachteilig ist, das Prozesswasser darf in Deutschland auf Grund seiner Belastung nicht direkt in Gewässer eingeleitet werden.